# Bent Skammelsrud
Bent André Skammelsrud (Rakkestad, 18 maggio 1966) è un ex calciatore norvegese, di ruolo centrocampista.

## Caratteristiche tecniche
Poteva essere schierato come centrocampista centrale oppure sulla fascia sinistra.

## Carriera

### Club

#### Gli inizi
Skammelsrud iniziò la carriera con la maglia del Drøbak/Frogn, formazione all'epoca militante nella 2. divisjon. Vi giocò per tre stagioni consecutive, prima di trasferirsi al Frigg. Nel 1990 emigrò nella vicina Svezia, per militare nelle file del Malmö. Qui poté esordire nelle competizioni europee per club, quando subentrò a Leif Engqvist nel successo per 3-2 sul Beşiktaş, in un incontro valido per la Coppa dei Campioni 1990-1991. Il 3 ottobre segnò il primo gol nella competizione, contribuendo al pareggio per 2-2 nella sfida di ritorno con la formazione turca. Skammelsrud giocò 20 partite e segnò 2 reti in campionato, con il Malmö che si classificò al 6º posto della graduatoria.

#### Il passaggio al Rosenborg
Il Rosenborg pagò 500.000 corone per acquistarne il cartellino dal Malmö. Esordì nell'Eliteserien il 16 maggio 1991, subentrando a Harald Martin Brattbakk nel pareggio a reti inviolate contro il Viking. Il 18 agosto successivo, realizzò le prime reti nella massima divisione norvegese: fu infatti autore di una doppietta nel successo per 6-2 sul Sogndal. Diventò capitano della squadra ed ebbe un ruolo sempre più centrale nel Rosenborg. Vinse sei campionati consecutivi e due edizioni della Norgesmesterskapet, prima di manifestare la volontà - sul finire del 1997 - di affrontare una sfida più prestigiosa all'estero.

#### Il prestito al Bayer Leverkusen
Skammelsrud passò allora ai tedeschi del Bayer Leverkusen, con la formula del prestito. Debuttò con questa maglia, nella Bundesliga, in data 1º febbraio 1998: fu impiegato come titolare nel pareggio per 1-1 in casa del Karlsruher. Disputò altre 7 partite con questa casacca, prima di dichiarare il suo desiderio di tornare nella natia Norvegia per motivi famigliari.

#### Il ritorno al Rosenborg
Skammelsrud tornò così a calcare i campi dell'Eliteserien con la maglia del Rosenborg a partire dal 4 maggio 1998, quando fu schierato dal primo minuto nel pareggio a reti inviolate contro il Brann. Dopo il rientro, perse la fascia di capitano (andata a Mini Jakobsen) e il numero 8, finito sulle spalle di Jan-Derek Sørensen. Vestì così la maglia numero 10. Le sue prestazioni non furono però diverse da quelle precedenti alla parentesi tedesca, confermandosi centrocampista elegante e sicuro. Nel campionato 2001 vinse il suo decimo titolo nazionale consecutivo, segnando un record. Si aggiudicò anche l'Eliteserien 2002, portando così ad undici il suo primato. Nonostante la sua volontà di proseguire la carriera, l'arrivo di Åge Hareide sulla panchina del Rosenborg lo costrinse al ritiro: il nuovo tecnico, infatti, non volle che gli venisse rinnovato il contratto e Skammelsrud scelse di concludere la carriera, nonostante alcune offerte dalle altre squadre. Il 12 novembre giocò così il suo ultimo incontro, schierato titolare nel pareggio per 1-1 contro l'Olympique Lione: al termine del match, ricevette una standing ovation dal Lerkendal Stadion.

### Nazionale
Skammelsrud conta 5 presenze per la Norvegia under 21. Debuttò l'11 agosto 1987, nella sconfitta per 2-3 contro la Svezia under 21. Segnò l'unica rete in data 5 settembre 1989, nel pareggio per 1-1 contro la Francia under 21. Disputò poi 38 incontri per la Nazionale maggiore, primo dei quali il 14 novembre 1987, subentrando a Tom Gulbrandsen nella sconfitta per 4-0 contro la Bulgaria. Siglò il primo gol il 4 febbraio 1990, nella vittoria per 2-3 contro la Corea del Sud. Il 22 gennaio 1997 realizzò una doppietta nella vittoria per 3-0 sulla Nuova Zelanda. Partecipò al campionato d'Europa 2000, venendo schierato nella sfide contro la Spagna e contro la Jugoslavia.

## Statistiche

### Presenze e reti nei club
| Stagione            | Club                | Campionato          | Campionato | Campionato | Coppe nazionali | Coppe nazionali | Coppe nazionali | Coppe continentali | Coppe continentali | Coppe continentali | Supercoppe | Supercoppe | Supercoppe | Totale | Totale |
| Stagione            | Club                | Comp                | Pres       | Reti       | Comp            | Pres            | Reti            | Comp               | Pres               | Reti               | Comp       | Pres       | Reti       | Pres   | Reti   |
| ------------------- | ------------------- | ------------------- | ---------- | ---------- | --------------- | --------------- | --------------- | ------------------ | ------------------ | ------------------ | ---------- | ---------- | ---------- | ------ | ------ |
| 1986                | Drøbak/Frogn        | 2D                  | ?          | ?          | CN              | ?               | ?               | -                  | -                  | -                  | -          | -          | -          | ?      | ?      |
| 1987                | Drøbak/Frogn        | 2D                  | 0          | 0          | CN              | ?               | ?               | -                  | -                  | -                  | -          | -          | -          | ?      | ?      |
| 1988                | Drøbak/Frogn        | 2D                  | ?          | 5          | CN              | ?               | ?               | -                  | -                  | -                  | -          | -          | -          | ?      | ?      |
| Totale Drøbak/Frogn | Totale Drøbak/Frogn | Totale Drøbak/Frogn | ?          | ?          |                 | ?               | ?               |                    | -                  | -                  |            | -          | -          | ?      | ?      |
| 1989                | Frigg               | 2D                  | ?          | ?          | CN              | ?               | ?               | -                  | -                  | -                  | -          | -          | -          | ?      | ?      |
| 1990                | Malmö FF            | A                   | 20         | 2          | SC              | ?               | ?               | CC                 | 3                  | 1                  | -          | -          | -          | ?      | ?      |
| 1991                | Rosenborg           | ES                  | 18         | 2          | CN              | ?               | ?               | CC                 | 2                  | 0                  | -          | -          | -          | ?      | ?      |
| 1992                | Rosenborg           | ES                  | 22         | 6          | CN              | ?               | ?               | UCL+CU             | ?+2                | ?+0                | -          | -          | -          | ?      | ?      |
| 1993                | Rosenborg           | ES                  | 22         | 4          | CN              | ?               | ?               | UCL                | 2                  | 0                  | -          | -          | -          | ?      | ?      |
| 1994                | Rosenborg           | ES                  | 18         | 3          | CN              | ?               | ?               | UCL+CU             | ?+2                | ?+0                | -          | -          | -          | ?      | ?      |
| 1995                | Rosenborg           | ES                  | 25         | 7          | CN              | ?               | ?               | UCL                | 6                  | 0                  | -          | -          | -          | ?      | ?      |
| 1996                | Rosenborg           | ES                  | 23         | 6          | CN              | ?               | ?               | UCL                | 8                  | 1                  | -          | -          | -          | ?      | ?      |
| 1997                | Rosenborg           | ES                  | 24         | 5          | CN              | ?               | ?               | UCL                | 6                  | 0                  | -          | -          | -          | ?      | ?      |
| gen.-mag. 1998      | Bayer Leverkusen    | BL                  | 8          | 0          | CG              | ?               | ?               | UCL                | -                  | -                  | -          | -          | -          | ?      | ?      |
| mag.-dic. 1998      | Rosenborg           | ES                  | 20         | 1          | CN              | ?               | ?               | UCL                | 5                  | 1                  | -          | -          | -          | ?      | ?      |
| 1999                | Rosenborg           | ES                  | 25         | 6          | CN              | ?               | ?               | UCL                | 12                 | 1                  | -          | -          | -          | ?      | ?      |
| 2000                | Rosenborg           | ES                  | 26         | 7          | CN              | ?               | ?               | UCL+CU             | 6+2                | 1+1                | -          | -          | -          | ?      | ?      |
| 2001                | Rosenborg           | ES                  | 25         | 7          | CN              | 1               | 0               | UCL                | 8                  | 3                  | -          | -          | -          | 34     | 10     |
| 2002                | Rosenborg           | ES                  | 24         | 2          | CN              | 4               | 0               | UCL                | 8                  | 0                  | -          | -          | -          | 36     | 2      |
| Totale Rosenborg    | Totale Rosenborg    | Totale Rosenborg    | 272        | 56         |                 | ?               | ?               |                    | ?                  | ?                  |            | -          | -          | ?      | ?      |
| Totale              | Totale              | Totale              | ?          | ?          |                 | ?               | ?               |                    | ?                  | ?                  |            | -          | -          | ?      | ?      |

### Cronologia presenze e reti in Nazionale
| Cronologia completa delle presenze e delle reti in nazionale ― Norvegia | Cronologia completa delle presenze e delle reti in nazionale ― Norvegia | Cronologia completa delle presenze e delle reti in nazionale ― Norvegia | Cronologia completa delle presenze e delle reti in nazionale ― Norvegia | Cronologia completa delle presenze e delle reti in nazionale ― Norvegia | Cronologia completa delle presenze e delle reti in nazionale ― Norvegia | Cronologia completa delle presenze e delle reti in nazionale ― Norvegia | Cronologia completa delle presenze e delle reti in nazionale ― Norvegia |
| Data                                                                    | Città                                                                   | In casa                                                                 | Risultato                                                               | Ospiti                                                                  | Competizione                                                            | Reti                                                                    | Note                                                                    |
| ----------------------------------------------------------------------- | ----------------------------------------------------------------------- | ----------------------------------------------------------------------- | ----------------------------------------------------------------------- | ----------------------------------------------------------------------- | ----------------------------------------------------------------------- | ----------------------------------------------------------------------- | ----------------------------------------------------------------------- |
| 14-11-1987                                                              | Sofia                                                                   | Bulgaria                                                                | 4 – 0                                                                   | Norvegia                                                                | Qual. Olimpiadi 1988                                                    | -                                                                       |                                                                         |
| 25-10-1989                                                              | Hawalli                                                                 | Kuwait                                                                  | 2 – 2                                                                   | Norvegia                                                                | Amichevole                                                              | -                                                                       |                                                                         |
| 15-11-1989                                                              | Glasgow                                                                 | Scozia                                                                  | 1 – 1                                                                   | Norvegia                                                                | Qual. Mondiali 1990                                                     | -                                                                       |                                                                         |
| 4-2-1990                                                                | Ta' Qali                                                                | Corea del Sud                                                           | 2 – 3                                                                   | Norvegia                                                                | Amichevole                                                              | 1                                                                       |                                                                         |
| 7-2-1990                                                                | Ta' Qali                                                                | Malta                                                                   | 1 – 1                                                                   | Norvegia                                                                | Amichevole                                                              | -                                                                       |                                                                         |
| 27-3-1990                                                               | Belfast                                                                 | Irlanda del Nord                                                        | 2 – 3                                                                   | Norvegia                                                                | Amichevole                                                              | 1                                                                       |                                                                         |
| 6-6-1990                                                                | Trondheim                                                               | Norvegia                                                                | 1 – 2                                                                   | Danimarca                                                               | Amichevole                                                              | -                                                                       |                                                                         |
| 22-8-1990                                                               | Stavanger                                                               | Norvegia                                                                | 1 – 2                                                                   | Svezia                                                                  | Amichevole                                                              | -                                                                       |                                                                         |
| 28-8-1991                                                               | Oslo                                                                    | Norvegia                                                                | 0 – 1                                                                   | Unione Sovietica                                                        | Qual. Euro 1992                                                         | -                                                                       |                                                                         |
| 25-9-1991                                                               | Oslo                                                                    | Norvegia                                                                | 2 – 3                                                                   | Cecoslovacchia                                                          | Qual. Euro 1992                                                         | -                                                                       |                                                                         |
| 2-12-1992                                                               | Canton                                                                  | Cina                                                                    | 2 – 1                                                                   | Norvegia                                                                | Amichevole                                                              | -                                                                       |                                                                         |
| 10-2-1993                                                               | Faro                                                                    | Portogallo                                                              | 1 – 1                                                                   | Norvegia                                                                | Amichevole                                                              | -                                                                       |                                                                         |
| 25-5-1995                                                               | Oslo                                                                    | Norvegia                                                                | 3 – 2                                                                   | Ghana                                                                   | Amichevole                                                              | -                                                                       |                                                                         |
| 1-9-1995                                                                | Oslo                                                                    | Norvegia                                                                | 1 – 0                                                                   | Georgia                                                                 | Amichevole                                                              | -                                                                       |                                                                         |
| 18-1-1997                                                               | Melbourne                                                               | Corea del Sud                                                           | 1 – 0                                                                   | Norvegia                                                                | Amichevole                                                              | -                                                                       |                                                                         |
| 22-1-1997                                                               | Brisbane                                                                | Norvegia                                                                | 3 – 0                                                                   | Nuova Zelanda                                                           | Amichevole                                                              | 2                                                                       |                                                                         |
| 25-1-1997                                                               | Sydney                                                                  | Australia                                                               | 1 – 0                                                                   | Norvegia                                                                | Amichevole                                                              | -                                                                       |                                                                         |
| 29-3-1997                                                               | Dubai                                                                   | Emirati Arabi Uniti                                                     | 1 – 4                                                                   | Norvegia                                                                | Amichevole                                                              | -                                                                       |                                                                         |
| 30-5-1997                                                               | Oslo                                                                    | Norvegia                                                                | 4 – 2                                                                   | Brasile                                                                 | Amichevole                                                              | -                                                                       |                                                                         |
| 20-8-1997                                                               | Helsinki                                                                | Finlandia                                                               | 0 – 4                                                                   | Norvegia                                                                | Qual. Mondiali 1998                                                     | -                                                                       |                                                                         |
| 6-9-1997                                                                | Baku                                                                    | Azerbaigian                                                             | 0 – 1                                                                   | Norvegia                                                                | Qual. Mondiali 1998                                                     | -                                                                       |                                                                         |
| 8-10-1997                                                               | Oslo                                                                    | Norvegia                                                                | 0 – 0                                                                   | Colombia                                                                | Amichevole                                                              | -                                                                       |                                                                         |
| 25-2-1998                                                               | Marsiglia                                                               | Francia                                                                 | 3 – 3                                                                   | Norvegia                                                                | Amichevole                                                              | -                                                                       |                                                                         |
| 25-3-1998                                                               | Bruxelles                                                               | Belgio                                                                  | 2 – 2                                                                   | Norvegia                                                                | Amichevole                                                              | -                                                                       |                                                                         |
| 20-1-1999                                                               | Tel Aviv                                                                | Israele                                                                 | 0 – 1                                                                   | Norvegia                                                                | Amichevole                                                              | 1                                                                       |                                                                         |
| 22-1-1999                                                               | Umm al-Fahm                                                             | Estonia                                                                 | 3 – 3                                                                   | Norvegia                                                                | Amichevole                                                              | -                                                                       |                                                                         |
| 18-8-1999                                                               | Oslo                                                                    | Norvegia                                                                | 1 – 0                                                                   | Lituania                                                                | Amichevole                                                              | -                                                                       |                                                                         |
| 4-9-1999                                                                | Oslo                                                                    | Norvegia                                                                | 1 – 0                                                                   | Grecia                                                                  | Qual. Euro 2000                                                         | -                                                                       |                                                                         |
| 8-9-1999                                                                | Oslo                                                                    | Norvegia                                                                | 4 – 0                                                                   | Slovenia                                                                | Qual. Euro 2000                                                         | -                                                                       |                                                                         |
| 9-10-1999                                                               | Riga                                                                    | Lettonia                                                                | 1 – 2                                                                   | Norvegia                                                                | Qual. Euro 2000                                                         | -                                                                       |                                                                         |
| 14-11-1999                                                              | Oslo                                                                    | Norvegia                                                                | 0 – 1                                                                   | Germania                                                                | Amichevole                                                              | -                                                                       |                                                                         |
| 2-2-2000                                                                | La Manga del Mar Menor                                                  | Danimarca                                                               | 2 – 4                                                                   | Norvegia                                                                | Amichevole                                                              | -                                                                       |                                                                         |
| 4-2-2000                                                                | La Manga del Mar Menor                                                  | Svezia                                                                  | 1 – 1                                                                   | Norvegia                                                                | Amichevole                                                              | -                                                                       |                                                                         |
| 29-3-2000                                                               | Lugano                                                                  | Svizzera                                                                | 2 – 2                                                                   | Norvegia                                                                | Amichevole                                                              | 1                                                                       |                                                                         |
| 3-6-2000                                                                | Oslo                                                                    | Norvegia                                                                | 1 – 0                                                                   | Italia                                                                  | Amichevole                                                              | -                                                                       |                                                                         |
| 13-6-2000                                                               | Rotterdam                                                               | Spagna                                                                  | 0 – 1                                                                   | Norvegia                                                                | Euro 2000 - 1º turno                                                    | -                                                                       |                                                                         |
| 18-6-2000                                                               | Liegi                                                                   | Jugoslavia                                                              | 1 – 0                                                                   | Norvegia                                                                | Euro 2000 - 1º turno                                                    | -                                                                       |                                                                         |
| 2-9-2000                                                                | Oslo                                                                    | Norvegia                                                                | 0 – 0                                                                   | Armenia                                                                 | Qual. Mondiali 2002                                                     | -                                                                       |                                                                         |
| Totale                                                                  |                                                                         | Presenze                                                                | 38                                                                      |                                                                         | Reti                                                                    | 6                                                                       |                                                                         |

## Palmarès

### Club
- Campionato norvegese: 11

Rosenborg: 1992, 1993, 1994, 1995, 1996, 1997, 1998, 1999, 2000, 2001, 2002
- Coppa di Norvegia: 3

Rosenborg: 1992, 1995, 1999

### Individuale
- Centrocampista dell'anno del campionato norvegese: 1

1997
- Kniksen della gloria: 1

2001